# طلال إسماعيل سعيد
طلال إسماعيل سعيد الغوّار، (مواليد 1953 - تكريت) هو كاتب وشاعر وصحفي عراقي، المعروف بـ (طلال الغوّار).

## حياته
ولد عام 1953 في إحدى القرى المحيطة بمدينة تكريت مركز محافظة صلاح الدين، وأكمل دراسته الابتدائية فيها، ثم انتقل إلى مركز المدينة - تكريت مع عائلته ليواصل دراسته الثانوية في ثانوية تكريت، ثم حصل على شهادة البكالوريوس في اللغة العربية من جامعة بغداد.

## العضوية
1. عضو اتحاد الأدباء في العراق.
2. عضو اتحاد الأدباء والكتاب العرب.
3. عضو نقابة الصحفيين العراقيين.
4. عضو نقابة المعلمين.
5. مسئول الصفحة الثقافية في جريدة الإصلاح منذ عام 2003 إلى 2006.
6. رئيس تحرير جريد الوحدة العراقية من 2008 إلى 2010.
7. يعمل حاليا في قطاع التعليم.

## مؤلفاته
1. الخروج من الأسماء، منشورات اتحاد الأدباء في العراق – 1996.
2. الأشجار تحلق عاليا، الشؤون الثقافية – وزارة الثقافة والإعلام العراقية 1998.
3. السماء تتفتح في أصابعي، الشؤون الثقافية، وزارة الثقافة والإعلام العراقية.
4. حرريني من قبضتك، عن المركز الثقافي في صلاح الدين، وطبع بدار رند بدمشق -2011.
5. احتفاء بصباحات شاغرة، عن دار بعل، دمشق والطبعة الثانية في دار أمل الجديدة، دمشق عام 2017.
6. أولّ الحب… أول المعنى، عن دار بعل، دمشق بطبعتين الأولى 2016 والثانية 2017.
7. انثيالات، في الشعر والطفولة والحياة، دار أمل الجديدة، دمشق 2018.
8. شموس في الظل، شعر مختارات شعرية، صدر عن دار الينابيع، دمشق  2021 .
9. اسمّي جرحي شجرة، شعر، عن دار العراب، دمشق 2021.
10. نداء لصباحات بعيدة، كتاب سردي، صدر عن دار الينابيع دمشق 2022.